# Sievekingia cristata
Sievekingia cristata là một loài thực vật có hoa trong họ Lan. Loài này được Garay miêu tả khoa học đầu tiên năm 1970.